# Edith Alice Müller
Edith Alice Müller (Madrid, 5 de fevereiro de 1918 – 24 de julho de 1995)  foi uma matemática e astrônoma suíça. Em 2018 a Sociedade Suíça de Astronomia e Astrofísica (SSAA) lançou o Prêmio Edith Alice Müller anual para teses de doutorado em astronomia de destaque na Suíça.

## Formaçǎo
Müller nasceu em Madrid e frequentou a Deutsche Schule Madrid antes de estudar no Instituto Federal de Tecnologia de Zurique. Completou um doutorado em matemática em 1943 na Universidade de Zurique com a tese "Application of Group Theory and Structural Analysis to the Moorish Adornments of the Alhambra in Granada". Esta foi uma peça chave da literatura no estudo do padrão geométrico islâmico, numa época em que muitos historiadores ocidentais supunham que o padrão islâmico não tinha base na ciência e era um ofício simples; sua pesquisa não foi absorvida pela literatura histórica da arte até a década de 1980.

## Carreira
Ocupou cargos de pesquisa em observatórios astronômicos em Zurique (1946-1951), na Universidade de Michigan (1952-1954 e 1955-1962) e Basileia (1954-1955), antes de se tornar professora assistente na Universidade de Neuchâtel em 1962. Em 1972 mudou-se para a Universidade de Genebra como professora titular. Estava principalmente envolvida no estudo da física solar e foi a primeira mulher a ser nomeada Secretária Geral da União Astronômica Internacional, um título que ocupou de 1976 a 1979.